# Festival Internacional Cervantino
El Festival Internacional Cervantino (FIC), popularmente conocido como «El Cervantino», es un festival que se realiza desde 1972 en la ciudad de Guanajuato, en la región del Bajío mexicano. Cuenta con el apoyo de la Secretaría de Cultura, la colaboración del Gobierno del Estado de Guanajuato, la presidencia municipal y la Universidad de Guanajuato. El festival nació a mediados del siglo XX cuando aún se representaban en las plazas de diversas ciudades guanajuatenses los entremeses de Miguel de Cervantes, llevados a escena por el maestro Enrique Ruelas Espinosa. En la década de 1970 se añadieron más actividades artísticas a las representaciones tradicionales para reforzar la dimensión internacional del festival. Desde entonces ha crecido hasta convertirse en uno de los cuatro mayores festivales de su género en el mundo. El FIC es miembro de la Asociación Europea de Festivales y de la Asociación Asiática de Festivales Teatrales. El festival recibe, además de los patrocinios gubernamentales, contribuciones de patrocinadores privados.

## Origen e historia
La ciudad de Guanajuato posee una vasta cultura que se ha desarrollado desde la época del Virreinato. La riqueza producida por la explotación de las minas durante el Virreinato de Nueva España dio inicio a la tradición de los teatros y otros eventos culturales para satisfacer los deseos de las clases media y alta. Se hizo tradición que la ciudad auspiciara recitales, puestas teatrales y de danza, no solamente en los teatros sino también en muchas plazas pequeñas.
Enrique Ruelas Espinosa, profesor de la Universidad de Guanajuato, inició en 1953 un espectáculo teatral titulado Los entremeses de Miguel de Cervantes Saavedra. En 1972 fundó el Coloquio Cervantino, simposio que se realizó entre junio y septiembre como extensión de la actividad teatral dedicada al autor de El Quijote (lo cual sirvió como referente para nombrar al festival en honor del escritor). El evento despertó el interés del entonces presidente de la República Luis Echeverría Álvarez, y, ese mismo año, el Gobierno Federal propuso la creación de un festival cultural internacional de alto nivel para promover la comunicación cultural, artística y humanística con otros países. La tradición de Los entremeses guanajuatenses sobresalió sobre cualquier otro motivo para que la ciudad de Guanajuato fuera seleccionada como sede. De esta manera se consolidó la idea para que se llevara a cabo el primer evento internacional en 1972, con espectáculos de catorce países, México incluido. El evento se llevó a cabo del 29 de septiembre al 28 de octubre y se considera formalmente como el de la fundación del FIC al oficializarse el 12 de octubre con la del consolidación del Patronato del Primer Festival.
El festival llamó rápidamente la atención de personajes renombrados como Isabel II de Inglaterra y el príncipe Felipe, duque de Edimburgo, quienes asistieron en 1975. En 1976, la Secretaría de Educación Pública, el Estado de Guanajuato, la ciudad homónima y la Universidad de Guanajuato establecieron, por decreto, la creación de un comité organizador encargado de invitar a los artistas, tanto mexicanos como extranjeros. Algunos de los primeros en ser invitados fueron Mario Moreno Cantinflas y Dolores del Río. El comité continuó a cargo del Festival, trabajando conjuntamente con el Consejo Nacional para la Cultura y las Artes, el Instituto Nacional de Bellas Artes y el Instituto de Cultura de Guanajuato. En 1978, Juan Carlos I de Borbón y Sofía de España asistieron como invitados de honor.
En la década de los ochenta, el Festival contó con la participación de Lázar Berman, Mercedes Sosa, Tania Libertad, el cantautor español Joaquín Sabina, la Orquesta Filarmónica de Nueva York, Joan Baez, Gilbert Bécaud, Mario Lavista, Guillermo Velázquez y Los Leones de la Sierra de Xichú, el Ballet Nacional de Canadá, el Teatro de Danza de Alwin Nikolais, el Teatro Bolshói, Sankai Juku, el Teatro Scena STU y el Teatro de Marionetas de Hungría.
En 1989 la UNESCO declaró a la ciudad de Guanajuato Patrimonio Cultural de la Humanidad, lo que permitió la restauración de la mayor parte de su arquitectura tanto colonial como la del siglo XIX, incluyendo los teatros.
Durante la última década del siglo XX participaron en el festival artistas como el guitarrista Víctor Pellegrini, el Trío de Guitarras de Ámsterdam, las Voces del Cambio, el Quinteto de Viena, Guadalupe Pineda, el cantautor español Joaquín Sabina, la banda de rock punk francesa Mano Negra, Krzysztof Jakowicz, Krystyna Borucinska, Kronos Quartet, Madredeus, el Teatro Abierto de Belgrado, la Compañía Lindsay Kemp y la Royal Shakespeare Company.
A partir del año 2000 se inició la costumbre de designar a estados mexicanos y a países o regiones geográficas como invitados especiales. En el 2001 la región invitada fue Oceanía, junto con el Estado de Veracruz. Las actuaciones de esos años incluyeron las de Hélène de Grimaud, Eugenio Toussaint, Juan Formell y Los Van Van, la Sinfónica de Viena, Enrique Bunbury, Los Tigres del Norte, Panteón Rococó, Meno Fortas y Les 7 Doigts de la Main.
La ciudad fue declarada "Capital Cervantina de América" en el 2005, lo que dio lugar a que el Gobierno Federal acuñara en plata una moneda conmemorativa.
En el 2010, la 38.o edición del festival fue dedicada a la celebración del Bicentenario de la Independencia y el Centenario de la Revolución Mexicana. Tres estados mexicanos: Chihuahua, Michoacán y Querétaro, junto con tres países: Argentina, Colombia y Chile fueron los invitados especiales, ya que ellos también celebraban sus respectivos bicentenarios ese mismo año. La edición de 2010 tuvo 3161 artistas de treinta y un países, con especial énfasis en la música y la danza tradicionales mexicanas.
La edición de 2011 convocó a 2800 artistas de veintinueve países, en una variedad de géneros desde la música clásica y la música folk hasta la música techno, así como teatro al aire libre, exposiciones, piezas teatrales recientes y otras obras del siglo pasado, compuestas por escritores de renombre. El tema acerca del que versó el festival fue el ambiente, a partir de la frase: “Los regalos de la naturaleza”. Los invitados especiales fueron Dinamarca, Finlandia, Suecia, Noruega y el Estado mexicano de Nayarit. Hubo artistas como: la Oslo Camerata, Geir Henning Braaten, Knut Reiersrud y Mari Boine; una puesta en escena de Il Postino, la Orquesta Filarmónica de San Petersburgo, que ejecutó especialmente música rusa del siglo XIX (particularmente de Chaikovski) y una exhibición del pintor oaxaqueño Francisco Toledo que se realizó en el Museo del Pueblo. La organización de la edición tuvo un costo de 122 millones de pesos mexicanos, siendo sus patrocinadores CONACULTA, el Estado de Guanajuato, la Universidad de Guanajuato y la Ciudad de Guanajuato.

## 38.º Festival Internacional Cervantino, FIC 2010
La edición 38 se llevó a cabo del 13 de octubre al 7 de noviembre, bajo la dirección de Consuelo Sáizar Guerrero por parte de CONACULTA y de Lidia Camacho como directora del FIC. Los invitados de honor fueron Chile, Colombia y Argentina. Como representantes estatales mexicanos estuvieron Chihuahua, Michoacán y Querétaro. Se contó con la presencia de los gobernadores César Duarte Jáquez (Chihuahua), Leonel Godoy (Michoacán), José Calzada Rovirosa (Querétaro), Juan Manuel Oliva Ramírez (Guanajuato), los directores de los Institutos de Cultura Jorge Carrera (Chihuahua), Laura Corvera (Querétaro) y Juan Alcocer (Guanajuato). Participaron 3 mil 161 artistas.
Durante los 26 días del festival se presentaron más de 160 espectáculos musicales; algunos de los géneros fueron: música antigua, clásica, rock, electrónica y jazz.
En esa edición estuvieron presentes grupos de cámara (como la orquesta Wratislavia de Polonia y el cuarteto Kodály de Hungría); agrupaciones de música antigua (como Philippe Jaroussky, L´Arpeggiata y The Rare Fruits Council); músicos solistas (como Conrad Tao, Borís Berezovski, Jue Wang y Jorge Federico Osorio); artistas internacionales (como el jazzista Wynton Marsalis, Paquito D´Rivera, el violinista irlandés Garth Knox, la cantante brasileña Simone y el guitarrista flamenco Vicente Amigo); además, se contó la participación especial del montaje de la ópera de Montezuma, bajo la dirección escénica de Claudio Valdés Kuri.
Los Reyes Vallenato fue uno de los grupos más populares a nivel internacional, por ser representantes del vallenato tradicional de Colombia. Utilizaron instrumentos como el acordeón, la caja, las guarachas, la conga y la guitarra. Se presentaron el 14 de octubre de 2021 en la Alhóndiga de Granaditas.
En 49 foros de Guanajuato se conjuntaron representaciones de danza, teatro, corco, ópera, cine y propuestas infantiles. En la danza se presentó la compañía Cloud Gate Dance Theatre de Taiwán del 22 al 24 de octubre, con la creación coreográfica Infrared, la agrupación Kibbutz de Israel y la compañía Marie Chouinard de Quebec.
El teatro estuvo representado con El festival el Gran Teatro del Mundo del Nuevo Siglo, de Fausto Terrenal, el Teatro Ibérico, el Taller de teatro 1939 (Días negros desentrañan la vida de Francisco I. Madero) y el Teatro Malandro, con una propuesta basada en Simón Bolívar.
Hubo exposiciones como la exhibición de la obra plástica del michoacano Alfredo Zalce. El Museo Nacional de Arte también estuvo presente con una muestra de obras realizadas entre 1800 y 1960 por los muralistas José Clemente Orozco, Mérida María Izquierdo y Miguel Covarrubias.
Se realizó del 18 al 22 de octubre un Coloquio Internacional de Territorios del Arte Contemporáneo España-México, en el que se reunió a 16 académicos y críticos de arte en un debate de cinco mesas sobre arte contemporáneo, coordinado por el crítico e investigador Jorge Juanes (Investigador de la Universidad Autónoma de Puebla).

## 39.º Festival Internacional Cervantino, FIC 2011
El 39 Festival Internacional Cervantino se realizó del 12 al 30 de octubre del 2011 en Guanajuato. Los invitados de honor en esta ocasión fueron cuatro países nórdicos Dinamarca representado por la embajadora Susanne Rumohr Hɶkkerup, Finlandia con la presencia de la embajadora Anne Lammila, el embajador Arne Aasheim representando a Noruega, Suecia representado por el embajador de negocios en México Christer Thärn y Nayarit, un Estado de la República Mexicana acompañado de Roberto Sandoval Castañeda (Gobernador Constitucional del Estado de Nayarit). Los dones de la naturaleza fue el tema de esta edición, en honor al cuidado que la humanidad debe tener con la naturaleza.
Participaron aproximadamente 3000 artistas nacionales e internacionales de 29 naciones en los 74 foros designados para esa ocasión en 159 funciones. Las participaciones de ópera, danza, música y teatro sumaron 70 actividades y 34 exposiciones.
Al festival acudieron casi medio millón de asistentes. Ese año celebraron al maestro Héctor Mendoza, reconocido dentro del teatro nacional y, se le otorgó la Presea póstuma FIC de dicho año.
Se presentaron en la música clásica a grupos como (The King´s Singers, laReverdie, Anonymous 4, La Real Cámara o La Grande Chapelle); también se rindieron homenajes al maestro Ramón Serratos y a la maestra América Manríquez, dos músicos mexicanos. Se presentaron orquestas internacionales como la Orquesta Sinfónica de San Petersburgo y Orchester Wiener Akademie; así como las orquestas tradicionales (Orquesta Sinfónica Juvenil Silvestre Revueltas y la Orquesta Sinfónica de la Universidad de Guanajuato). Solistas como Oleg Maisenberg, Francesco Libetta, Leslie Howard, Virginia Tola y Sumi Jo hicieron presencia en el evento. En cuanto a la música contemporánea, participaron exponentes como el Cuarteto Vertavo, London Sinfonietta, Orquesta de Cámara Avanti y Ars Novoa Copenhagen.
La variedad musical mundial del festival contó con la presencia innovadora de Moonbootica, Schlachthofbronx; caribeña a cargo de Juan Marcos y los Afro Cuban All Stars, música tropical mexicana liderada por La Sonora Santanera; jazz y blues de La Orquesta de Jazz de Estocolmo, Pierre Dɸrge y The New Jungle Orchestra, Knut Reiersrud Band, Steve Koven Trio, Armando Manzanero, la Big Band Jazz de México y Susana Zavaleta; el rock tuvo exponentes como Rubik y a Miguel Ríos, este último clausuró el Festival en la explanada de la Alhóndiga de Granaditas.
La danza ofreció una gama de varias propuestas, por ejemplo, (Zero Visibility Corp, Paul Taylor Dance Company, Beijing Dance, Antonio Salinas, La Leget Danza, el Ballet de Cámara del Estado de Morelos y el Ballet Folklórico de México de Amalia Hernández).
En esta edición estuvieron presentes representaciones teatrales como Théâtre des Bouffes du Nourd y su Magic Flute. La compañía rusa Maly Drama Theatre-Theatre of Europe con Tío Vania de Chéjov. La 39 edición del FIC, eligió a países nórdicos como invitados de honor por ser considerados países con una conexión de coexistencia cultural entre humanidad y naturaleza desde sus raíces[cita requerida]. En conjunto ofrecieron espectáculos y artes referentes a Los dones de la naturaleza.

## 40.º Festival Internacional Cervantino, FIC 2012
La 40 edición del Festival Internacional Cervantino, se llevó a cabo del 3 al 21 de octubre del 2012. Como invitados de honor estuvieron Austria, Polonia, Suiza y de parte de México el estado de Sinaloa.
Este cuadragésimo FIC tuvo relevancia especial ya que el 21 de octubre del 2012 fue enterrada la cápsula del tiempo a los pies de la estatua Don Quijote de la Mancha y de su fiel escudero Sancho Panza en la Plaza Allende, a un costado del Teatro Cervantes. Esta cápsula contiene la historia de cuatro décadas de celebrar arte y será abierta en el año 2052. Diecinueve días en los que participaron aproximadamente 3 mil 15 artistas en diferentes exposiciones de danza, teatro, música, ópera, cine, literatura y artes visuales.
El festival dio una apertura por nombre “Rock Jazz Chopin”, con luces y danza acompañadas por la música de Federico Chopin, que fue interpretada por los géneros de rock y jazz. La apertura fue creada y dirigida por Andrzej Matusiak. Se contó con la presencia de personajes como el director de la orquesta de La Scala de Milán, Riccardo Muti y el compositor estonio Arvo Pärt y Elisa Carrillo. Dentro de las artes escénicas, de literatura y cine se hicieron homenajes por aniversario de Montsalvatge, Debussy, Moncayo y Vicente Rojo y se representó la ópera El Caballero de la Triste Figura del compositor español Tomás Marco.

## 41.º Festival Internacional Cervantino, FIC 2013
La edición 41 se llevó a cabo del 9 al 27 de octubre, bajo la dirección de Jorge Volpi. Los invitados de honor fueron Uruguay y Puebla, como representante estatal mexicano.
Se dividió en dos ejes temáticos: el primero, titulado El arte de la libertad, estuvo dedicado a honrar a artistas de distintas épocas y disciplinas que han enfrentado violencia, discriminación o injusticia: Viktor Ullmann, prisionero en el campo de concentración nazi Theresienstadt; José Bergamín, escritor exiliado después de la guerra civil española; Goran Bregovi, compositor que nació en Sarajevo, Bosnia-Herzegovina (antigua Yugoslavia); la URSS de Prokófiev y Shostakóvich o la Ciudad Juárez de Marcela Rodríguez y Mario Bellatín. El segundo eje del Festival se dedicó a celebrar el bicentenario del nacimiento de Verdi y Wagner, propiciando un enfrentamiento lúdico entre ellos. El programa Verdi vs. Wagner incluyó obras como: del El holandés errante al Réquiem-; recitales de artistas como el mexicano Arturo Chacón y la italiana Barbara Frittoli; transcripciones para piano a cargo de Cyprien Katsaris, Abdiel Vázquez y Édison Quintana; así como duelos verbales entre verdianos y wagnerianos. Esto dio pie a que los espectadores eligieran a su favorito, o a ambos.
Los invitados de honor mostraron la variedad y riqueza de sus tradiciones culturales con artistas y grupos como los cantautores Rubén Rada y Daniel Viglietti, el Ballet del Sodre dirigido por Julio Bocca, los directores de orquesta José Serebrier y Fernando Lozano, el grupo de música antigua Los Tonos Humanos o el chelista Juan Hermida.
En esta edición del Festival se pusieron en marcha los proyectos OM21 y Cervantino para todos.

## 42.º Festival Internacional Cervantino, FIC 2014
El Festival se llevó a cabo en la ciudad de Guanajuato del 8 al 26 de octubre, bajo la dirección general de Jorge Volpi. Al conjuntar lo más destacado de la música, el teatro y la danza de México y del mundo, se crearon dos ejes temáticos que dominaron esta edición: Shakespeare 450 y Frontera(s). El primero debe su origen a los 450 años transcurridos desde el nacimiento del escritor inglés, y fue un homenaje a su sabiduría y trascendencia; la Compañía Nacional de Teatro se encargó de estrenar en México Coriolano. Mucho ruido y pocas nueces, versión del grupo francés Compagnie Hypermobile, y Julio César, fragmentos, del director y actor italiano Romeo Castellucci, fueron espectáculos presentados en este festival. De igual forma, fueron exhibidas dos adaptaciones memorables de Romeo y Julieta, la versión de concierto de West Side Story a cargo de la Orquesta Filarmónica de la Ciudad de México, un ballet con música de Prokófiev (a cargo del Ballet de Monterrey) y dos versiones de Sueño de una noche de verano.
Frontera(s) es un eje temático ideado con el objetivo de reflexionar acerca de los límites territoriales, las fronteras ideológicas, morales o económicas, y las que existen entre géneros artísticos. Las fronteras del Mediterráneo, de los países ricos con los pobres y de los conflictos territoriales, fueron temas dramatizados a través de los numerosos conciertos, obras teatrales y conferencias; tales como las ópera Viaje, Paso del Norte, y el espectáculo multimedia titulado Artículo 13.
Se dio inicio a una nueva dinámica: el Proyecto Ruelas, que estaba conformada por compañías teatrales integradas por habitantes de cuatro comunidades marginadas del estado de Guanajuato. Se prepararon nuevas adaptaciones de las obras de Shakespeare que, al emular el ejemplo de los entremeses cervantinos iniciados por Enrique Ruelas, fueron presentados en distintas plazas de Guanajuato y de otras partes del estado.
La Academia Cervantina, de la misma forma, se puso en marcha para contribuir a la formación de nuevos instrumentistas especializados en el repertorio musical de los siglos XX y XXI. 25 músicos latinoamericanos menores de 35 años trabajaron con algunos de los mejores músicos del mundo y presentaron diversos conciertos gratuitos para el público del Festival.
Dentro de la programación musical, hizo su debut la pianista prodigio mexicana de doce años Daniela Liebman.
Los invitados de honor fueron Japón y Nuevo León, quienes trajeron distintas muestras de su riqueza cultural. El espectáculo japonés de danza contemporánea Pulse, de Rhizomatics x elevenplay, empleó cualquier objeto como superficie para proyectar imágenes. El Bach Collegium Japan fue una referencia de la música barroca. Se presentaron distintos conjuntos de percusiones, orquestaciones y uno de los mayores artistas de este país: Akira Kasai.
Nuevo León trajo a la Compañía de Danza Folklórica de la Universidad de Nuevo León, que presentó Desde el Nuevo Reyno de León y Arte del Norte. El festival de expresiones urbanas Callegenera entabló un diálogo entre los artistas invitados y el público, donde las expresiones callejeras y los talleres fueron diversos.
La explanada de la Alhóndiga fue la sede del concierto del grupo El Gran Silencio y de la Orquesta Sinfónica de la Universidad Autónoma de Nuevo León, que acompañó al pianista Abdiel Vázquez.
Por primera vez en México se presentó el espectáculo The Power of Theatrical Madness, dirigido por Jan Fabre, y se utilizó la música de Richard Wagner; tras ello, el pianista austriaco Rudolf Buchbinder condujo 32 sonatas de Ludwig van Beethoven. La propuesta visual y artística del Proyecto Voalá, encabeza por el músico y productor argentino Gastón Iungman, también se hizo presente en esta edición del festival. Por último, con el fin de contribuir a la formación de críticos mexicanos de música y artes escénicas, el FIC organizó distintos talleres y conferencias con figuras internacionales como Alex Ross, Juan Ángel Vela del Campo, Enrique Lynch, Liz Perales y Ramón Andrés.

## 43.º Festival Internacional Cervantino, FIC 2015
Los invitados de honor en esta edición fueron Colombia, Chile, y Perú, el estado invitado fue Morelos. El evento se llevó a cabo del 7 al 25 de octubre en la ciudad de Guanajuato. En el marco del festival también se llevó a cabo la primera edición del Festival Cervantino Gastronómico, que estableció un vínculo con establecimientos y restaurantes de la región: San Miguel de Allende, Celaya, Irapuato y León.
El Festival contó con la participación de la Compañía Cuerpo de Indias, proyecto artístico de El Colegio del Cuerpo, que presentó su obra "Flowers for Kazuo Ohno (and Leonard Cohen)", ofrenda coreográfica que honró al padre del Butō. Otra participación destacada fue la presencia del percusionista chileno Lynn Rapu, fundador de la primera banda de rock polinésico.
En 2015 se impulsó el programa "Más allá de Guanajuato" que buscó llevar el festival a más de 90 ciudades con la finalidad de compartir este festival de artes escénicas en distintas regiones de México, Latinoamérica y Francia.

## 44.º Festival Internacional Cervantino, FIC 2016
La edición XLIV del Festival Internacional Cervantino tuvo como países invitados a España y como estado invitado a Jalisco. Se llevó a cabo del 2 al 23 de octubre en la ciudad de Guanajuato y conmemoró los 400 años transcurridos desde la muerte del escritor Miguel de Cervantes Saavedra. Para esta celebración se creó la Comisión Nacional para la Conmemoración del IV Centenario de la Muerte de Miguel de Cervantes, bajo la presidencia de honor de los Reyes de España.
Se sabe que el día en que murió Cervantes fue oficiada una misa para orar por su alma, sin embargo en los documentos no se precisa si un coro, órgano o conatora acompañaron con música las plegarias. Con motivo de la conmemoración de la muerte del escritor, el ensamble La Grand Chapelle interpretó "Réquiem para Cervantes", del compositor español Mateo Romero.

## 45.º Festival Internacional Cervantino, FIC 2017
La edición XLV del Festival Internacional Cervantino fue llevada a cabo del 11 al 29 de octubre, en la ciudad de Guanajuato. El país invitado fue Francia y el estado invitado el Estado de México. El Festival conmemora además los 100 años del decreto de la Constitución Mexicana y el centenario de la Revolución Rusa.
El Festival rindió homenaje al director de la Orquesta Sinfónica del Estado de México, Enrique Bátiz, a través de la entrega de la Presea Cervantina, que le fue entregada en la ceremonia inaugural del Festival. Esta Ceremonia se llevó a cabo en el icónico Teatro Juárez de la ciudad de Guanajuato; en donde también se rindió homenaje a la coreógrafa mexicana Amalia Hernández y al artesano mexicano Gorky González.
El 45 FIC rindió homenaje a la diversidad a través de eventos como "Revolución (es) rap" en donde se invitó a raperos a participar con líricas revolucionarias; Revoluciones Off, ciclo de obras de teatro de jóvenes dramaturgos; el Coloquio Revoluciones, en el que se dieron cita artistas, historiadores y críticos para analizar la libre circulación de las ideas y la lectura de Manifiestos, en diversas plazas públicas de la ciudad de Guanajuato. 
Además de esta diversidad de actividades, fueron invitados 2367 artistas, de 35 países distintos, que llevaron a cabo más de 180 actividades, de las cuales 120 fueron escénicas, 29 exposiciones y 37 actividades académicas en 51 foros.

## 46.º Festival Internacional Cervantino, FIC 2018
La edición 46 del Festival Internacional Cervantino se llevó a cabo del 10 al 28 de octubre de 2018, en la ciudad de Guanajuato. El tema de la edición 2018 fue "El Futuro". El país invitado fue India y el estado invitado fue Aguascalientes.

## Cervantino para Todos
El programa Cervantino para Todos del Festival Internacional Cervantino, nace en el 2013 como una iniciativa social y pedagógica basada en la premisa de que la cultura puede desarrollar la capacidad crítica de los ciudadanos. Este proyecto se rige bajo el principio de que el arte “ofrece experiencias que permiten sobrellevar las adversidades, recursos para hacer frente a las carencias y la posibilidad de interactuar con los semejantes”. Para llegar a distintos públicos, en particular a sectores marginados, el proyecto ofrece alternativas que faciliten el acceso de la comunidad a la oferta cultural. El programa contempla varios proyectos para alcanzar su objetivo: El Cervantino a la comunidad, Una comunidad al Cervantino, Formación de públicos, Diálogos cervantinos, Proyecto Ruelas, Academia Cervantina, FIC Incluyente, entre otros.
- El Cervantino a la Comunidad Promueve que artistas nacionales e internacionales visiten y monten sus espectáculos en zonas desfavorecidas o lejanas del estado de Guanajuato. Algunos de los espectáculos fueron montados en barrios marginados, escuelas, asilos, reclusorios y hospitales.[22]
- Una comunidad al Cervantino Los pobladores de comunidades lejanas, o en situtación de desventaja social, son invitados a la ciudad para presenciar, de manera gratuita, diversas funciones del festival.[22]
- Formación de públicos Diferentes artistas invitados al Festival acuden a escuelas públicas de la ciudad de Guanajuato, para platicar con estudiantes sobre los desafíos a los que se han tenido que enfrentar en su trayectoria.[22]
- Diálogos cervantinos Charlas con artistas que ofrecen al público herramientas para disfrutar, de manera reflexiva e informada, las propuestas estéticas presentadas.[22]
- Proyecto Ruelas Este proyecto, nombrado en honor al fundador del Cervantino, busca promover la práctica teatral entre miembros de la comunidad. La intención es abrir espacios de vinculación ciudadana donde la creatividad parta de la construcción de la identidad y genere nuevas formas de convivencia. En 2014 se conformaron cuatro compañías de teatro no profesional, integradas por habitantes de cuatro comunidades marginadas del estado de Guanajuato. Se prepararon adaptaciones de obras de Shakespeare que, emulando el ejemplo de los Entremeses de Enrique Ruelas se presentaron en diversas plazas de Guanajuato y otros lugares del estado.[26]
- Más allá del Cervantino Mediante una alianza con medios públicos, como Canal 22 y W Radio (entre otros) se busca llegar a todo el país. Además mostrará los espectáculos del Festival en distintos espacios en las principales ciudades de la República mediante la transmisión en pantallas gigantes.[22]
- FIC Incluyente Este proyecto tiene como propósito facilitar el acceso al arte y la cultura a personas con discapacidad y adultos mayores. El proyecto contempla realizar ajustes y adoptar las medidas pertinentes para que los recintos, espectáculos y la difusión de la información sean accesibles para personas con discapacidad motriz, visual y auditiva.[22]

### Academia Cervantina
La Academia Cervantina forma parte del programa Cervantino para todos, un proyecto social que procura llevar la música y las artes escénicas a los lugares públicos que, dadas sus condiciones de vida, difícilmente podrían acercarse a las distintas actividades del FIC.
El ambicioso objetivo de esta rama comunitaria del Festival es servir como una herramienta de transformación social, capaz de forjar ciudadanos críticos a través de la cultura. Particularmente, la Academia Cervantina busca promover la formación de instrumentistas de alto nivel, especializados en la ejecución de la música contemporánea. Jóvenes intérpretes menores de treinta años latinoamericanos reciben una oportunidad para convertirse en profesionales exponentes de la música de los siglos XX y XXI durante las tres semanas que dura el Festival Cervantino. Se tiene la fuerte intención de que este modelo de fortalecimiento musical para estudiantes de nivel medio y avanzado de interpretación y ejecución musical continúe en las siguientes ediciones del FIC.
Los participantes de la Academia son seleccionados por medio de una convocatoria abierta en donde se evalúan lineamientos como videos, audios, currículas y repertorio. Los ganadores tienen la oportunidad de asistir los ensayos y conciertos de los artistas invitados del Festival. Reciben también clases individuales, clases magistrales, talleres, ensayos diarios y conciertos referentes a aspectos técnicos e interpretativos de la música de nuestros días, así como notaciones musicales no convencionales, por maestros especialistas reconocidos por su conocimiento de la música contemporánea latinoamericana. Participaron en este proyecto los ensambles Ensemble Intercontemporain (Francia), el Cuarteto Arditti (Reino Unido) y Next Mushroom Promotion (Japón), entre otros. Entre sus maestros estuvieron: David Núñez (violín), Alex Bruck (viola), Wilfrido Terrazas (Flauta), Fernando Domínguez (Clarinete) y Iván Manzanilla (Percusión).
El Festival de Lucerna, en Suiza, es la inspiración del proyecto del Festival Cervantino. En 2003 el compositor, musicólogo y director francés Pierre Boulez fundó la Academia y, desde entonces, 130 jóvenes de todo el mundo acuden cada verano para estudiar música contemporánea. Talleres, ensayos y lecciones preparan a la agrupación para ser lanzada de gira próximamente. Jorge Volpi, director del FIC en su edición 42 en el 2014, indicó que la iniciativa de la Academia nació tras la observación de que al Festival acuden, año tras año, algunos de los mejores y más reconocidos músicos del planeta.
La Academia Cervantina se realizó por primera vez durante la edición del cuadragésimo segundo Festival Internacional Cervantino en el 2014, siendo Juan Ayala el director del proyecto. Tras una convocatoria lanzada en verano del 2014 en conservatorios y escuelas de Latinoamérica fueron seleccionados 27 estudiantes de seis países: Guatemala, Brasil, Cuba, Chile y Bolivia (quienes aportaron un alumno cada uno) y México, de donde eran el resto de los ganadores, tres de ellos guanajuatenses. Al término del 42 Festival Internacional Cervantino, los alumnos conformaron un ensamble que ofreció un concierto de clausura el 25 de octubre en el Templo de la Valenciana en la ciudad de Guanajuato. Juan Ayala aclaró que el proyecto se continuará perfeccionando y el año que entra ampliarán y continuarán con su labor.

## Salas

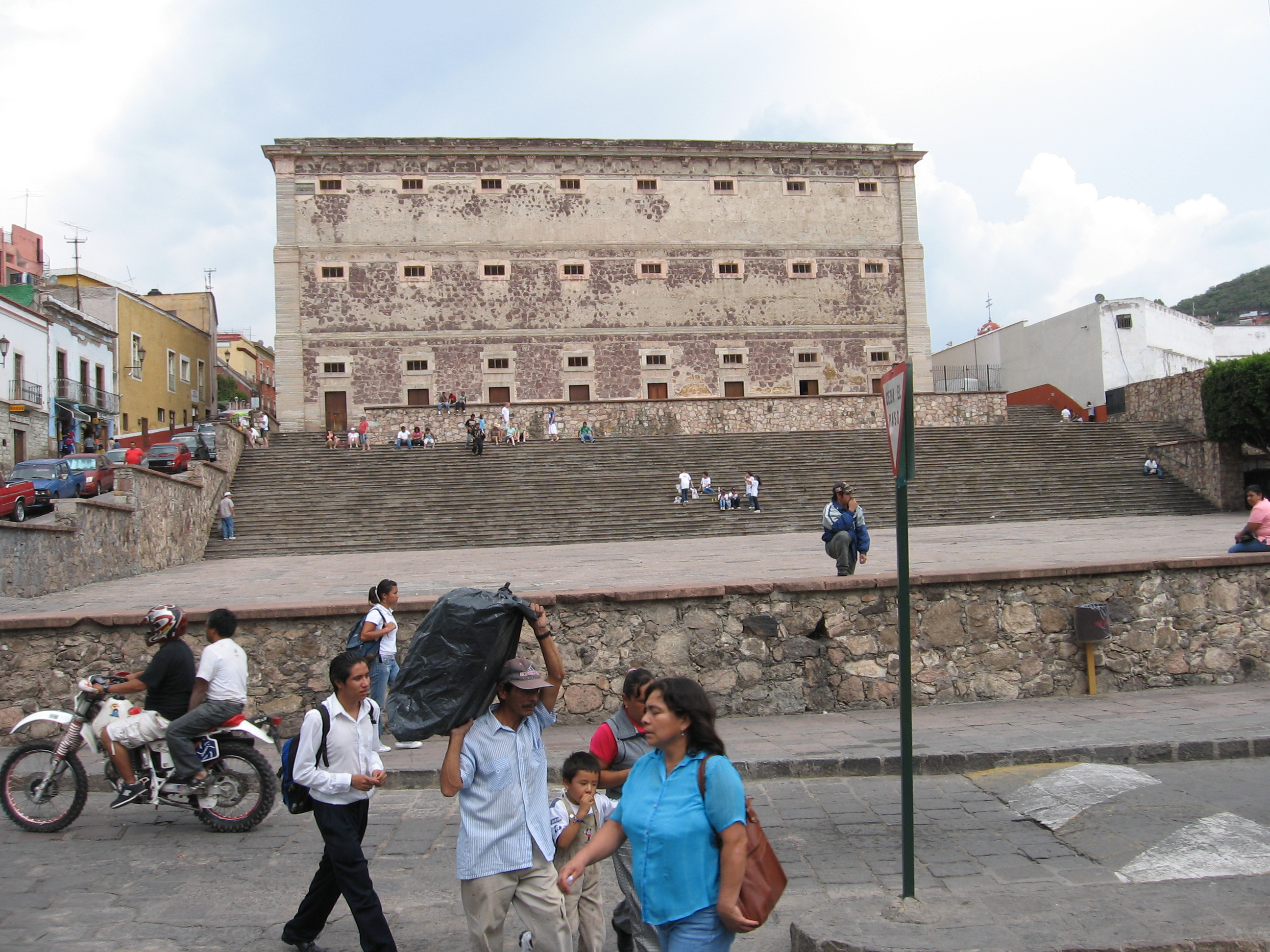
Explanada Alhóndiga de Granaditas

Los espectáculos se realizan en los cuarenta y nueve teatros, las plazas y los otros lugares afines de la ciudad. Asimismo, hay espectáculos que se llevan a cabo en otras plazas del estado y otras ciudades del país de manera simultánea. El festival aprovecha estos numerosos lugares, tanto al aire libre como en espacios cerrados, que incluyen: el Teatro Juárez, el Teatro Principal y el Teatro Cervantes. Además, se utilizan: el Patio de la Facultad de Relaciones Industriales y el Auditorio Estatal; la Plaza San Roque, la explanada de la Alhóndiga de Granaditas y el Teatro Minas. Por otra parte, se cuenta también con la Iglesia Valenciana y la Exhacienda de San Gabriel Barrera. Para las exposiciones también se recurre a las salas de siete museos distintos.
El festival representa la llegada de turistas e ingresos económicos. En 2010 se calcula que los ingresos fueron de 423 millones de pesos, cifra que representó un incremento del 53% con respecto al año anterior, además de un aumento de la ocupación hotelera en un 39%. La cantidad total de visitantes, en el 2010, se estimó en 179 000, con 463 000 boletos vendidos para los diversos espectáculos. Otros 125 000 turistas visitaron treinta y siete ciudades y diecisiete estados de México en viajes relacionados con el festival.

## Tipos de espectáculos

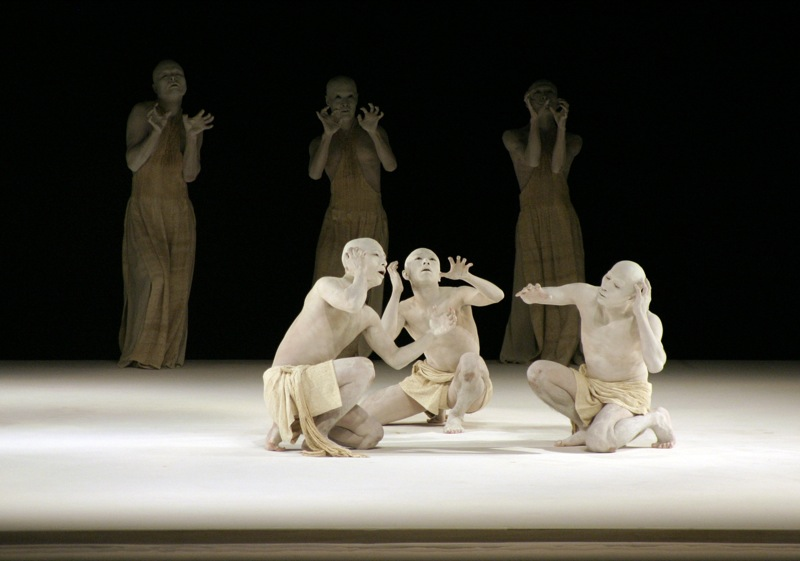
Kagemi: Más allá de la metáfora de los espejos en el Cervantino 2006.

El festival hace hincapié en las creaciones literarias en lengua española, por lo que mantiene la propuesta original de que el Grupo Teatro Universitario de Guanajuato represente los “entremeses”. El aspecto internacional consiste en crear un espacio de investigación e intercambio. El Ballet Folklórico de México, bajo la dirección de Amalia Hernández, se ha presentado desde su comienzo. Los más variados espectáculos (música clásica, danzas regionales mexicanas o acróbatas chinos) fueron invitados de todas partes del mundo. El festival atrae cada año a artistas de todo el mundo que representan los aspectos típicos de la cultura de cada país. Todo tipo de espectáculos hallan su lugar en el festival: la ópera, la música y la danza; el teatro, espectáculos al aire libre y las artes visuales; el cine y la literatura, así como conferencias o coloquios. El festival también firmó un acuerdo con el MUTEK Festival de Montreal con el fin de difundir, principalmente entre el público mexicano, nuevos espectáculos de música electrónica.

## Carteles del FIC
El libro Memoria en cartel reúne todos los carteles del Festival Internacional Cervantino desde su origen hasta el último evento realizado. Cada cartel contiene elementos característicos que aluden a Cervantes (lechuguillas y el Quijote de la Mancha), a las bellas artes (literatura, cine, danza, música, pintura y escultura) y a la ciudad de Guanajuato,Gto:)